# Rostkovia
Rostkovia – rodzaj roślin należących do rodziny sitowatych. Należą do niego dwa gatunki występujące na półkuli południowej. Jeden – R. tristanensis jest endemitem archipelagu Tristan da Cunha. Drugi – R. magellanica występuje w Nowej Zelandii, na wyspach subantarktycznych, w południowej części Ameryki Południowej oraz w Andach w Ekwadorze. Rośliny te występują w mokradłowych zbiorowiskach roślin poduszkowych w tundrze subantarktycznej oraz w mszystych torfowiskach andyjskiego paramo.
Nazwa rodzaju upamiętnia Friedricha Wilhelma Rostkoviusa (1770–1848), lekarza i botanika związanego ze Szczecinem.

## Morfologia
PokrójRośliny zielne osiągające do 30 cm wysokości, o kłączu płożącym i podnoszącym się. Pędy kwiatonośne prosto wzniesione, podłużnie bruzdowane.
LiścieRównowąskie, bardzo liczne, zebrane u nasady łodygi.
KwiatyObupłciowe, pojedyncze, wyrastają na szczycie łodygi i wsparte są dwiema przysadkami, z których dolna jest liściopodobna, znacznie przewyższająca kwiat, a górna błoniasta, podobnej długości jak kwiat. Zalążnia jest jednokomorowa. Pręcików jest 6, nieco krótszych od listków okwiatu.
OwoceKuliste lub jajowate torebki zawierające liczne nasiona.

## Systematyka
Pozycja systematyczna
Jeden z rodzajów z rodziny sitowatych Juncaceae. 
Wykaz gatunków
- Rostkovia magellanica (Lam.) Hook.f.
- Rostkovia tristanensis Christoph.